# Arundinella nervosa
Arundinella nervosa är en gräsart som först beskrevs av William Roxburgh, och fick sitt nu gällande namn av Christian Gottfried Daniel Nees von Esenbeck, William Jackson Hooker och George Arnott Walker Arnott. Arundinella nervosa ingår i släktet Arundinella och familjen gräs. Inga underarter finns listade i Catalogue of Life.